# Ventrisudis mira
Ventrisudis mira is een hooiwagen uit de familie Cranaidae.